# Quark (Star Trek)
Pour les articles homonymes, voir Quark (homonymie).
Quark est un personnage de l'univers de fiction de Star Trek, et plus particulièrement de  la série Deep Space Nine. Il est incarné par Armin Shimerman.

## Biographie
Né sur Ferenginar en 2333, Quark est le fils de Keldar et d’Ishka. Il a un frère cadet nommé Rom (lui-même père du jeune Nog) et de nombreux oncles et cousins parmi lesquels un certain Gaila.
Dès sa plus « tendre » enfance, ce Férengi met à profit le sens des affaires qu’il a hérité de sa mère (tandis que Keldar s’est toujours montré un assez piètre entrepreneur).
Il quitte le domicile familial en 2351, aussitôt après avoir atteint l’Âge d’Ascension fixé par son peuple, et il entre alors au service du Sub-Nagus responsable de l’un des districts établis par l’administration de Ferenginar. Il gagne rapidement la confiance de son employeur par l’attitude volontiers servile qu’il affecte en toutes circonstances mais commet l'erreur de se laisser emporter par sa sensualité naissante et se voit contraint de mettre fin à cet apprentissage prometteur lorsque tout le monde apprend qu'il est amoureux de la sœur du Sub-Nagus. Durant huit ans, il devient ensuite homme à tout faire (et notamment cuisinier) à bord d’un vaisseau-cargo férengi puis se rend au tout début des années 2360 sur la station minière Terok Nor. Sur place, Quark obtient des Cardassiens l’autorisation d’ouvrir un établissement de jeux faisant également office de bar (sans cesser de s’impliquer dans diverses associations aux agissements généralement frauduleux). Les rapports apparemment excellents qu’il entretient dès lors avec Gul Dukat, préfet cardassien de Bajor et administrateur de Terok Nor, permettent en outre au peu scrupuleux Férengi de se livrer à de lucratives activités de marché noir auprès de la population bajorane.
Au cours de l’année 2363, le Férengi fait la connaissance de la Cardassienne Natima Lang qui l’admire notamment pour la facilité avec laquelle il approvisionne le peuple bajoran à l’insu des forces d’occupation. La tendre relation qui s’installe consécutivement ne dure cependant qu’un mois, Natima Lang s’étant en effet aperçue au terme de ce délai que son amant utilisait son code d’accès personnel afin de détourner de fortes sommes d’argent provenant du service de communication mis en place par les Cardassiens. Quark, qui considère la belle Natima comme l’Amour de sa vie, n’a jamais cessé depuis lors de regretter sa conduite pour le moins déloyale et il tente d’ailleurs de renouer avec elle lorsque les prises de position politiques du docteur Lang l’amènent à trouver refuge quelques années plus tard sur la station orbitale désormais connue sous le nom de Deep Space Nine.
En 2369, le tenancier envisage de quitter DS9 aussitôt après le départ des forces d’occupation cardassiennes lorsqu’il se voit proposer par le commandeur Benjamin Sisko un « marché » selon les termes duquel il doit rouvrir son bar. Au cours des années qui suivent, ses relations avec les officiers de Starfleet et avec les Bajorans restent en dents de scie, dépendant principalement du degré de cupidité qu’il y intègre. Son sens aigu des affaires vaut en effet à Quark une prospérité notoire mais sa respectabilité n’est qu’apparente et la confiance qu’on peut raisonnablement lui accorder est toujours proportionnelle au bénéfice qu’il espère retirer de l’aide qu’il apporte à autrui.
Au cours de l'année 2370, le Férengi s’étonne de son inclination inhabituelle envers Pel, qui fait partie du personnel de son bar et dont le sens des affaires l’impressionne vivement. De retour d’une négociation effectuée en sa compagnie, il a finalement l’immense surprise de découvrir que la personne qu’il prenait pour un jeune compatriote est en fait une femme de son peuple, bien décidée à braver les interdits sexistes en vigueur sur Ferenginar, qui embarque bientôt à bord d’un vaisseau de transport en partance pour le Quadrant Gamma.
Impliqué dans la mort accidentelle du Klingon Kozak en 2371, Quark reçoit ensuite la visite de Lady Grilka, veuve du guerrier. Il est contraint par cette dernière à se prêter au rite du brek’tal puis à l’épouser et à diriger sa Maison. Le Férengi parvient contre toute attente à convaincre le Haut Conseil Klingon, au sein duquel il est amené à siéger, qu’il est possible pour une femme d’assumer le rôle de chef de famille. Au terme de cet arrangement, Grilka consent à divorcer de Quark qui est par ailleurs autorisé à regagner Deep Space Nine.
Au début de l’année 2371, le Férengi est chargé par le Grand Nagus Zek de négocier avec le Dominion. Lorsque cette puissance dominante du Quadrant Gamma entre ouvertement en conflit contre la Fédération, ces relations commerciales naissantes sont toutefois interrompues.
Si Quark évite de mêler affaires et sentiments, il ne peut empêcher la Klingonne Grilka de revenir sur DS9 en 2373 afin d’obtenir quelques conseils financiers de la part de son ex-époux. Ce dernier tombe cette fois sous le charme de celle à laquelle il a été brièvement uni deux ans plus tôt et il entreprend auprès d’elle, avec l’aide de Worf, une cour aussi assidue que périlleuse (qui finit par porter ses fruits). Tout cela ne l’empêche nullement de chercher un peu plus tard à séduire une ravissante Dabo Girl prénommée Aluura. Plus ambiguë, l’expérience inédite du tenancier férengi à la fin de l’année 2374, lorsqu'il se voit contraint de se faire passer pour une femme de son peuple prénommée « Lumba » (opérations chirurgicales à l’appui) auprès du tout puissant investisseur Nilva, lui laisse quant à elle un souvenir étrangement "nostalgique".
À l’instar de la plupart des investisseurs, Quark n’apprécie une guerre que dans la mesure où elle peut lui rapporter quelque chose. Celle qui fait rage entre la Fédération, les Dominion et leurs alliés respectifs jusqu’en 2375 lui ayant causé nettement plus d’ennuis qu’elle n’a pu lui profiter, le tenancier férengi assiste donc avec soulagement à la victoire finale des forces de Starfleet sur leurs adversaires.

## Univers parallèle
Peu de choses sont connues sur cet « autre » Quark. Dans l'univers parallèle (ou miroir), le Férengi est toujours propriétaire de son bar sur la promenade de Terok Nor. Comme au sein de l'univers « primaire », Quark y fournit à ses clients des biens ou des services jugés illégaux par les autorités. Il est d'ailleurs capturé par Garak pour avoir aidé des humains à s'enfuir de la station sur laquelle il œuvre, écho de l'aide qu'il avait apportée aux Bajorans durant l'occupation cardassienne dans l'univers « principal ». Cependant, il est possible que le Quark de cette réalité « bis » ne soit pas aussi influencé par le profit ou par les règles de l'acquisition que son alter ego installé sur Deep Space Nine : au contraire de ce dernier, il semble en effet ignorer ce qu'est le latinum lorsque Kira lui annonce qu'elle n'en a pas sur elle.